# ЧМЭ5
ЧМЭ5 — чехословацкий маневровый тепловоз с электрической передачей с осевой формулой 20+20−20+20 производства компании ČKD Praha. 
Всего было построено 12 тепловозов, два из которых поступили на Московскую железную дорогу, а ещё десять — на Донецкую. В 2012 году все тепловозы этой серии были списаны, сохранился только один локомотив в музее Донецкой железной дороги.

## История создания
В 1986 году по заказу МПС СССР чехословацким заводом Локомотивка-Соколово («ЧКД-Прага») были изготовлены два опытных восьмиосных маневровых тепловоза ЧМЭ5, получившие номера 0001 и 0002. Позднее в конце 1990 года было серийно построено ещё 10 таких тепловозов с номерами от 0003 по 0012.

## Конструкция
Кузов тепловоза имеет главную раму, на которой укреплены два капота и кабина машиниста. Главная рама опирается на две промежуточные рамы через цилиндрические винтовые пружины, параллельно которым поставлены гидравлические амортизаторы. Концы промежуточных рам подвешены к средним частям рам тележек (по две подвески на каждую двухосную тележку). Передача тяговых и тормозных сил от промежуточных рам к главной раме осуществлена с помощью шкворней; от тележек к промежуточным рамам — с помощью наклонных тяг.
Под капотом за кабиной машиниста находятся аккумуляторная батарея Nife-Hl-15 (емкость 150 А·ч, напряжение 115 В), аппаратура электрического тормоза, распределительный щит и электронный регулятор.
На тепловозе установлен компрессор нового типа 4DVK-200 производительностью 6,5 м3/мин, что необходимо для быстрого наполнения сжатым воздухом тормозной системы длинных составов. Для обоих контуров системы охлаждения дизеля использован общий вентилятор; в том и другом контуре поддерживается одинаковая температура воды.
Управление тепловозом осуществляется либо штурвалом контроллера машиниста, либо с переносного пульта.

## Технические данные
Тепловозы ЧМЭ5 имели следующие основные характеристики:
- Осевая формула — 20+20−20+20
- Мощность дизеля — 1471 кВт (2000 л.с.)
- Дизель типа — K8S310DR (8ЧН31/36)
- Генератор тяговый — TD-809
- ТЭД — ТЕ-009
- Подвешивание — опорно-осевое
- Максимальная скорость — 95 км/ч
- Базы тележек — 2000 мм
- Длина тепловоза — 20 220 мм
- Ширина колеи — 1520 мм
- Запас топлива — 6000 кг
- Запас масла — 800 л
- Запас воды — 1500 кг
- Объём песочных бункеров — 2000 кг.
- Конструктивный вес с 2/3 запаса топлива, воды и песка — 168 т

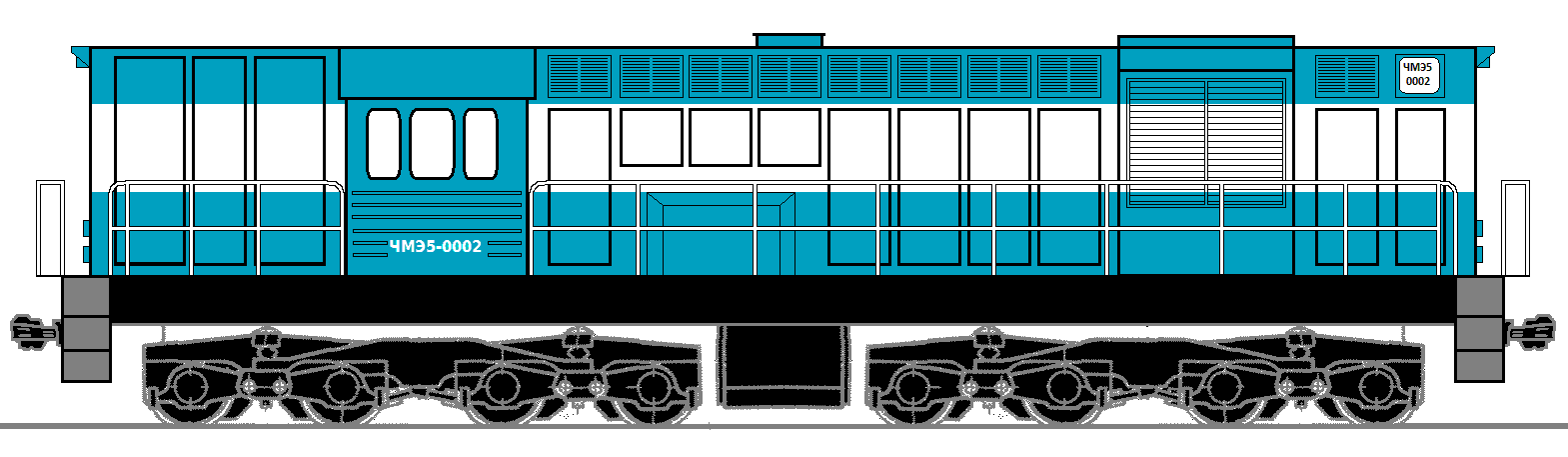
Схема тепловоза ЧМЭ5

## Эксплуатация
Первоначально первые два тепловоза проходили испытания до конца 1986 года на территории Чехословакии. В июле того же года один из них, ЧМЭ5-0002, демонстрировался на международной выставке «Железнодорожный транспорт — 86», проводившейся на территории депо экспериментального кольца ВНИИЖТ возле станции Щербинка. В марте и апреле 1987 года оба тепловоза были переданы МПС СССР и направлены в Люблино Московской железной дороги. Они проработали до середины 1990-х годов и в 1996 году уже стояли на территории депо в частично разукомплектованном состоянии, а после в 1997 году были списаны и порезаны на металлолом.
Десять серийных тепловозов были отправлены в 1990 году ТЧ Дебальцево-Сортировочное Донецкой железной дороги. Половина из них (0005—0008, 0011) была списана в течение 1998—1999 годов, другая простояла на базе запаса в Чернухино до 2012 года. Несколько экземпляров некоторое время сохранялись в железнодорожных музеях Украины (ЧМЭ5-0008 в музее истории и развития Донецкой железной дороги на станции Донецк, ЧМЭ5-0012 в качестве памятника в Волновахе). По состоянию на 2020 год все тепловозы отправлены на порезку, кроме ЧМЭ5-0008, который в середине 2010-х годов вместе с другими локомотивами из состава экспозиции музея был перевезён на базу запаса на станцию Ясиноватая, где в настоящее время находился в частично проржавевшем и разукомплектованном состоянии.

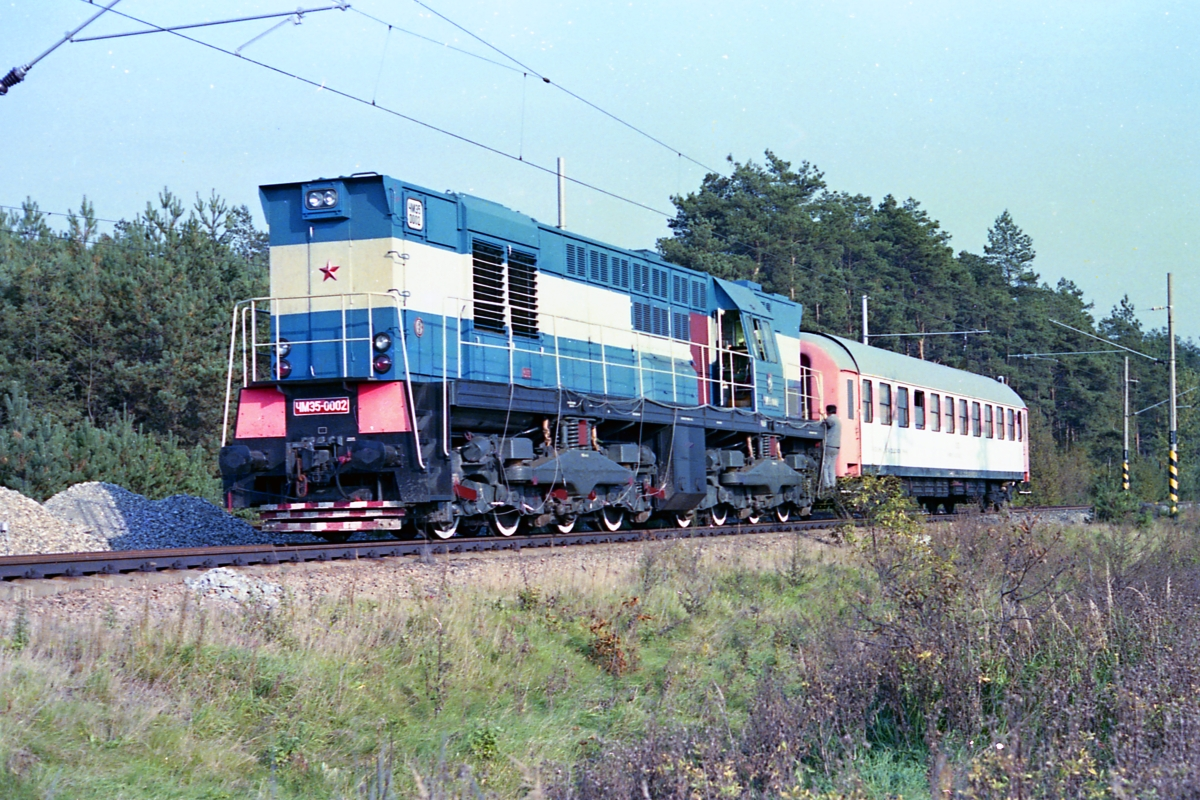
ЧМЭ5-0002 на испытаниях на кольце Велим в Чехословакии, 1986 год
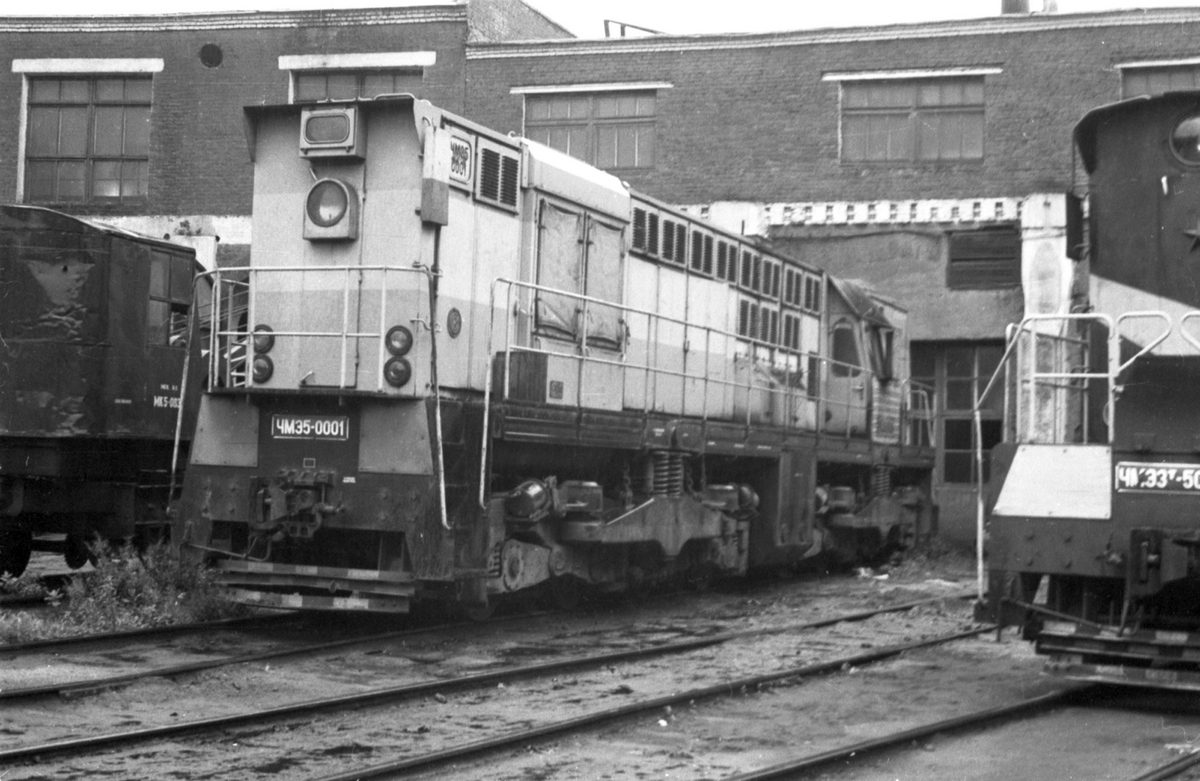
ЧМЭ5-0001 в депо Люблино, 1993 год
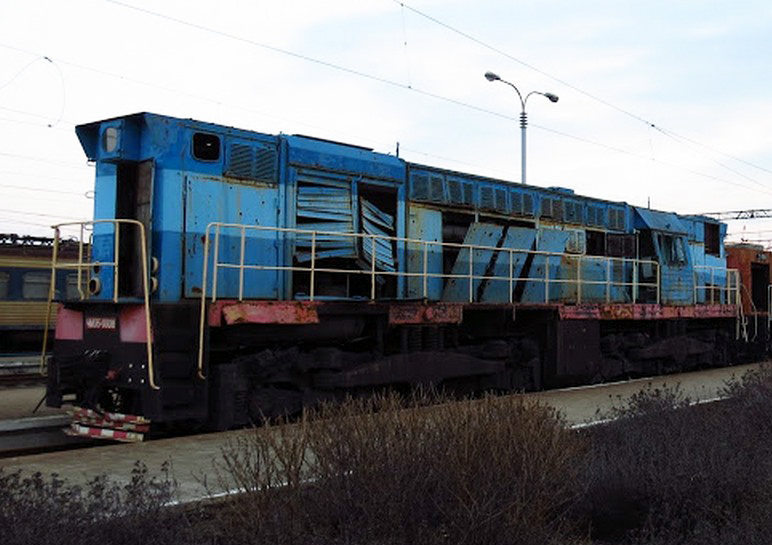
ЧМЭ5-0008 на станции Ясиноватая, 2016 год